# Raionul Savran
Raionul Savrani (în ucraineană Савранський район) este unul din cele 26 raioane administrative din regiunea Odesa din Ucraina, cu reședința în orașul Savrani. A fost înființat pe 7 martie 1923 fiind atunci inclus în componența RSS Ucrainene. Începând din anul 1991, acest raion face parte din Ucraina independentă.

## Geografie
Raionul se învecineazǎ cu regiunea Kirovohrad în nord-est, regiunea Mîkolaiv în est, cu raionul Liubașivka în sud și raionul Balta în vest. Este situat în podișul Podoliei (altitudinile maxime variază între 180 - 300m), din care cauză relieful raionului este unul deluros. Distanța până la centrul regiunional, Odesa este de 220 km.
Clima temperat-continentalǎ este specifică raionului cu o temperatură medie a lunii ianuarie de -4.4 °C, a lunii iulie +20.3 °C, temperatura medie anualǎ +8.2 °C.

## Demografie
Componența lingvistică a raionului Savran
     Ucraineană (95,95%)
     Rusă (2,44%)
     Română (1,12%)
     Alte limbi (0,19%)
Conform recensământului din 2001, majoritatea populației raionului Savran era vorbitoare de ucraineană (95,95%), existând în minoritate și vorbitori de rusă (2,44%) și română (1,12%).
La 1 decembrie 2011 populația raionului era de 19,750 persoane. În total există 21 de așezări.
Potrivit recensământului ucrainean din 2001, populația raionului era de 22,367 locuitori. Structura etnică:
| Grup etnic            | Populație | % Procentaj |
| --------------------- | --------- | ----------- |
| Ucraineni             | 21,300    | 95.0%       |
| Ruși                  | 500       | 2.4%        |
| Moldoveni (declarați) | 300       | 1.5%        |
| Bulgari               | 100       | 0.2%        |